# Thysanognatha nigra
Thysanognatha nigra là một loài bướm đêm trong họ Noctuidae.